# Eupterote citrina
Eupterote citrina är en fjärilsart som beskrevs av Walker 1855. Eupterote citrina ingår i släktet Eupterote och familjen Eupterotidae. Inga underarter finns listade i Catalogue of Life.